# Райчевич, Александар
Александар Райчевич (словен. Aleksander Rajčević; родился 17 ноября 1986 года, Копер, Словения) — словенский футболист, защитник итальянского клуба «Крас Репен».
В 2019 году сыграл один матч за сборную Словении.

## Клубная карьера
Райчевич — воспитанник клуба «Копер» из своего родного города. В 2005 году он дебютировал в чемпионате Словении. В составе «Копера» Александр провёл пять сезонов, сыграв более 100 матчей во всех турнирах. Летом 2010 года Райчевич перешёл в «Марибор». 18 июля в матче против «Триглава» он дебютировал за новую команду. 7 мая 2011 года в поединке против «Нафты» Александар забил свой первый гол за «Марибор». В составе клуба он шесть раз выиграл чемпионат и трижды завоевал Кубок Словении.

## Международная карьера
6 февраля 2013 года в товарищеском матче против сборной Боснии и Герцеговины Райчевич дебютировал за сборную Словении, заменив во втором тайме Марко Шулера.

## Достижения
Командные
 «Марибор»
- Чемпионат Словении по футболу — 2010/2011
- Чемпионат Словении по футболу — 2011/2012
- Чемпионат Словении по футболу — 2012/2013
- Чемпионат Словении по футболу — 2013/2014
- Чемпионат Словении по футболу — 2014/2015
- Чемпионат Словении по футболу — 2016/2017
- Обладатель Кубка Словении — 2011/2012
- Обладатель Кубка Словении — 2012/2013
- Обладатель Кубка Словении — 2015/2016
- Обладатель Суперкубка Словении — 2012
- Обладатель Суперкубка Словении — 2013
- Обладатель Суперкубка Словении — 2014